# Saprosma consimile
Saprosma consimile är en måreväxtart som beskrevs av Wilhelm Sulpiz Kurz. Saprosma consimile ingår i släktet Saprosma och familjen måreväxter. Inga underarter finns listade i Catalogue of Life.